# Baron's Drive/Coin de l'Anse
Baron's Drive/Coin de l'Anse es una localidad de Santa Lucía que forma parte del distrito de Soufrière.